# Catherine Cottanceau
Catherine Cottanceau, née en 1733 à Bressuire et morte 1er février 1794 , Avrillé (Maine-et-Loire), est une bienheureuse catholique française, martyr d'Angers,.

## Biographie
Avec les martyrs d'Angers, elle est persécutée pendant la Révolution française, torturée et tuée le 1er février 1794.
Le 19 février 1984, Catherine Cottanceau est béatifiée par Jean-Paul II avec les autres martyrs.